# Bobby Watson
Robert E. Watson, detto Bobby (Central City, 22 marzo 1930 – Owensboro, 31 gennaio 2017), è stato un cestista e allenatore di pallacanestro statunitense, professionista nella NBA.

## Carriera
Venne selezionato dai Milwaukee Hawks nel Draft NBA 1952.

## Palmarès
- Campione NCAA (1951)